# لوحات تسجيل المركبات في الأردن

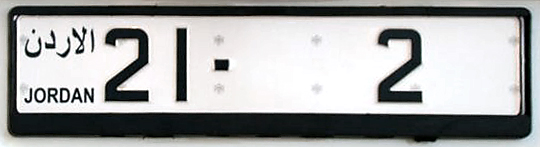
سيارة تحمل لوحة أردنية - سيارة خاصة

لوحة تسجيل السيارة هي وسيلة لتحديد المركبات وترقيمها وتقوم باصدارها سلطات تسجيل السيارات. في الأردن تتولى هذه العملية «إدارة ترخيص السواقين والمركبات» التابعة لمديرية الأمن العام حيث يطلب من المواطنين تسجيل السيارات وعرض لوحات تسجيل المركبات. كل لوحة تحمل رموز وارقام تحدد مكان تسجيل السيارة، المحافظة التي سجلت السيارة فيها ونوع المركبة (سيارة شرطة ، دفاع مدني، سيارة حكومية ....الخ) . بالنسبة للسيارات التي تحمل لوحات غير أردنية فيسري عليها القانون كما على الأردنيين من حيث اظهار لوحة تسجيل المركبة أثناء تواجدها داخل الأردن وبطاقة ترخيص المركبة.

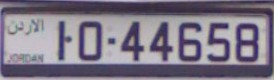
لوحة تسجيل مركبة في الأردن

## لوحات التسجيل
- نظام لوحات المركبات 7 لسنة 1989 (النظام القديم): حيث كانت اللوحات الأردنية تحمل ارقام بحروف عربية، وتحمل كلمة الأردن باللغتين العربية والإنجليزية:[1]

1. لوحة حمراء، والكلمات والحروف والأرقام فيها بيضاء للمركبات المملوكة للحكومة والدوائر الرسمية، المؤسسات العامة، البلديات، والمجالس القروية. وكذلك المركبات المسجلة باسم الجامعات الأردنية والجمعية العلمية الملكية.
2. لوحة بيضاء، والكلمات والحروف والأرقام فيها سوداء. للمركبات الخصوصية، ومركبات الإدخال المؤقت.
3. لوحة خضراء، والكلمات والحروف والأرقام فيها بيضاء للمركبات العمومية.
4. لوحة صفراء، والكلمات والحروف والأرقام فيها سوداء. -للمركبات المملوكة للهيئات والبعثات الدبلوماسية، المنظمات الدولية والإقليمية. مثل المكاتب التابعة لجامعة الدول العربية والامم المتحدة.

- نظام لوحات المركبات رقم 52 لسنة 2006 (المعمول به حاليا):[2]

| لوحات المركبات الخصوصية                                      | ارضيتها بيضاء، والأرقام ورقم الترميز وكلمة (الأردن) بالعربية والإنجليزية كلها باللون الأسود.                                                                          |
| ------------------------------------------------------------ | --- |
| لوحات المركبات العمومية                                      | ارضيتها ذات لونين، الأول أبيض يتضمن رقم المركبة ورقم الترميز باللون الأسود. والثاني واخضر يتضمن كلمة (الأردن) بالعربية والإنجليزية باللون الأبيض.                     |
| لوحات مركبات التأجير                                         | ارضيتها ذات لونين، الأول أبيض يتضمن رقم المركبة ورقم الترميز باللون الأسود، والثاني اخضر يتضمن كلمة (الأردن) بالعربية والإنجليزية باللون الأصفر.                      |
| لوحات المقطورات وانصاف المقطورات                             | ارضيتها ذات لونين، الأول أبيض يتضمن رقم المقطورة ورقم الترميز، باللون الأسود،، والاخر واصفر يتضمن كلمة (الأردن) بالعربية والإنجليزية والاحرف (TRL) باللون الأسود.     |
| لوحات مركبات الهيئـات الدبلوماسيـة                           | تكون ارضيتـها ذات لونيـن، الأول أبيض يتضمن رقـم المركبـة ورقــم الترميز بالـلون الاسـود، واصفر يتضمن كلمــة (الأردن) بالعربية والإنجليزية والحرفين (CD) باللون الأسود |
| لوحات مركبات الإدخال المؤقت ولوحات سيارات الهيئات الدولية... | تكون ارضيتها ذات لونيــن، أبيض يتضمن رقم المركبة ورقم الترميز باللون الاســـود، واصفر يتضمن كلمة (الأردن) بالعربية والإنجليزية وكلمة (مؤقت) باللون الأسود.            |
| لوحات المركبات العائدة لسلطة منطقة العقبة الاقتصادية الخاصة  | ارضيتها ذات لونـــين ؛ أبيض يتضمن، رقم المركبة ورقم الترميــز باللون الاسـود، واحمر يتضمن كلمة (الأردن) بالعربية والإنجليزية وكلمة(AQABA) باللون الأبيض.              |
| لوحات سيـارات رئيـس الوزراء والوزراء                         | ارضيتـها ذات لونـيـن ؛ أبيض يتضمن رقم المركبة ورقم الترميز باللون الاسـود، واحمر يتضمن كلمة (الأردن) بالعربيـة والإنجليزية والاحرف (GOV) باللون الأبيض                |
| لوحات سيـارات رئيس واعضاء مجلسي الأعيان والنواب              | ارضيتها ذات لونين، الأول أبيض يتضمن رقم المركبة ورقم الترميز باللون الأسود، واحمر يتضمن كلمة (الأردن) بالعربية والإنجليزية والاحرف (PAR) باللون الأبيض                |